# Рацемска модификација
Рацемска модификација или рацемат је у стереохемији смеша еквимоларних количина (+) и (-) енантиомера оптички активног молекула. Једноставније речено, рацемска смеша садржи једнаке количине два облика оптички активног молекула, од којих један облик обрће раван поларизоване светлости удесно а други улево. Рацемати се обележавају симболом (±) или dl.
Прву познату рацемска смешу је описао Пастер и назвао је „рацемском киселином“ - била је то смеша енантиомерних облика винске киселине.

## Својства
Рацемска смеша не показује оптичку активност - како како оба енантиомера у смеши окрећу раван поларизоване светлости за исти угао али у супротним смеровима, њихов учинак се међусобно анулира, те рацемат не ротира раван поларизоване светлости.
За разлику од енантиомера појединачно, који по правилу имају идентичне физичке особине, рацемска модификација обично има различита својства од било којег од два чиста енантиомерна облика. Различите тачке топљења и растворљивост су веома учестале разлике, а понекад се појављује и разлика у тачкама кључања.
Многи лекови су доступни у рацемским облицима као и у облику чистих енентиомера, што понекад условља различито дејство. Данас је законом регулисано да је неопходно, без обзира на облик који ће ући у коначан препарат, тестирати фармаколошке учинке оба енантиомера засебно.

## Кристализација
Често је у поступку раздвајања енантиомера и идентификацији рацемске смеше корисно кристализовати рацемат. Прецизне начине за разликовање ових кристалних облика дао је већ 1899. Хенрик Розебум. Рацемати кристалишу, и у чврстом стању се јављају у три облика:
- Конгломерат (рацемска смеса или рацематски конгломерат) - добија се механичка смеша кристала при чему се сваки кристал састоји од само једног енантиомереног облика, али је укупан удео кристала тог и супротног облика 1:1. Молекули кристалне структуре имају већи афинитет према идентичном него према супротном енентиомеру. Тачка топљења је увек нешто нижа за рацемат него за појединачни енантиомер, а додатак мале количине једног енантиомерног облика повећава температуру топљења.
- Рацемско једињење (прави рацемат) - добија се униформна кристална фаза где се сваки појединачни кристал састоји од смеше енантиомера тако да је у сваком кристалу однос енантиомера 1:1. Молекули кристалне структуре имају већи афинитет према супротном него према идентичном енантиомерном облику. Додатак мале количине једног енантиомера снижава температуру топљења, мада сам рацемат може али и не мора да има различиту температуру топљења од енантиомера.
- Чврст раствор (псеудорацемат) - не постоји посебна разлика у афинитету према било којем од енантиомерних облика. Као производ, оба енантиомера се јављају у једнаким уделима у кристалу, али су у кристалној решетки произвољно распоређени. Енантиомери су дакле насумично распоређени у кристалима али им је однос 1:1. Додатком неког од облика, температура топљења се мења незнатно или се не мења уопште.

## Квазирацемат
Квазирацемат представља смешу еквимоларних количина два једињења која су конституционо веома сродна (али не идентична) а конфигурационо супротна. Квазирацемате не треба мешати са псеудорацематима, како квазирацемати показују оптичку активност.

## Добијање рацемата
Рацемати се могу добити на неколико начина. Најдиректнији начин је мешањем еквимоларних количина једног и другог енантиомера. Други начин је синтетички. Без присуства катализатора или помоћног хиралног средства, хемијска реакција у којој се добија хиралан производ ће увек бити нестереоселективна, односно даће рацемат као производ. Услов за синтетичко добијање рацемата је постојање прохиралног угљениковог атома у супстрату. Трећи, најсложенији али и најраспрострањенији, начин је рацемизацијом која представља поступак у коме се из једног полазног енантиомера као производ добија рацемска модификација. Разликује се више механизама рацемизације.

## Разлагање рацемата
Разлагање рацемата подразумева раздвајање рацемске смеше на њене компоненте, односно добијање чистих енантиомера из рацемске смеше. Развијено је више метода за разлагање рацемата. Најстарија метода коју је применио још и Пастер, који је први успешно разложио кристале конгломерата, заснива се на механичком раздвајању енантиомера. Применљива је само код конгломерата и данас није од практичног значаја. Најпознатија метода овог типа је инокулациона метода која се заснива на већем афинитету везивања молекула за идентични енантиомер у конгломерату. Додатком мање количине једног енантиомера у раствор, под одређеним условима, долази до концентрисања тог енантиомера око новоствореног центра кристализације чиме се постиже раздвајање.
Друге метода обухватају разлагање биохемијским путем, често уз употребу различитих ензима.
Чисто хемијска метода за разлагање рацемата је разлагање преко диастереоизомера. У рацемат се дода оптички активан реагенс а као производ се добија смеша диастереоизомера из које је затим могуће, на основу различитих физичких и хемијских особина, раздвојити диастереоизомере. Након тога се приступа уклањању коришћеног реагенса из добијених једињења, што за производ има добијање почетних енантиомера.

## Рацемати у фармацији
Велики број лекова је хиралан и различити енантиомери често имају веома различите ефекте на организам. У зависности од особина, неки лекови се продају са само једним енантиомером као активним састојком а други са рацемском смешом. Неки примери су талидомид, ибупрофен и салбутамол. У случајевима неких од ових лекова дешава се in vivo конверзија између два енантиомерна облика те је нерационално издвајати само један облик за употребу у леку. Међутим, постоје случајеви када је један изомер веома штетан и никако не сме бити присутан у препарату.